# 머핀

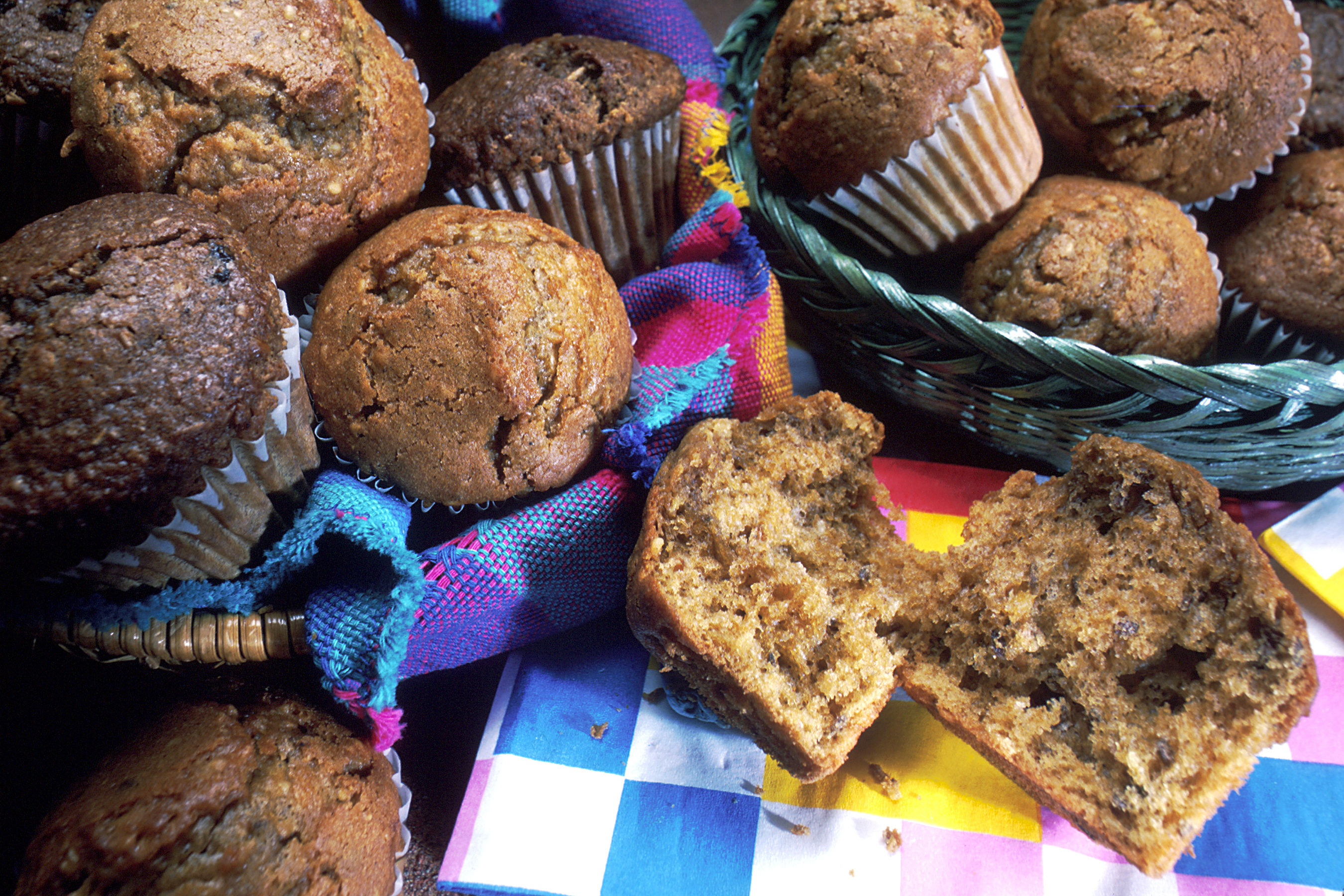
머핀

머핀(영어: muffin)은 컵케이크의 일종이다. 컵케이크가 후식, 간식용인 반면 머핀은 아침식사용이다. 머핀은 컵케익과 달리 크림이 없고 블루베리, 바나나 같은 과일이나 당근같은 채소를 넣고 만든다.
몇몇은 머핀을 빵이라고 인식하는 경우가 종종 있으나 사실은 비스킷이다.

## 같이 보기
- 컵케이크
- 잉글리시 머핀
- DC 컵케익
- 볼루 드 아호스
- 머핀 트레이